# Pugilina dirki
Pugilina dirki là một loài ốc biển, là động vật thân mềm chân bụng sống ở biển thuộc họ Melongenidae Chúng phân bố ở Ấn Độ Dương dọc theo miền nam Ấn Độ.